# Tragkraftspritzenfahrzeug

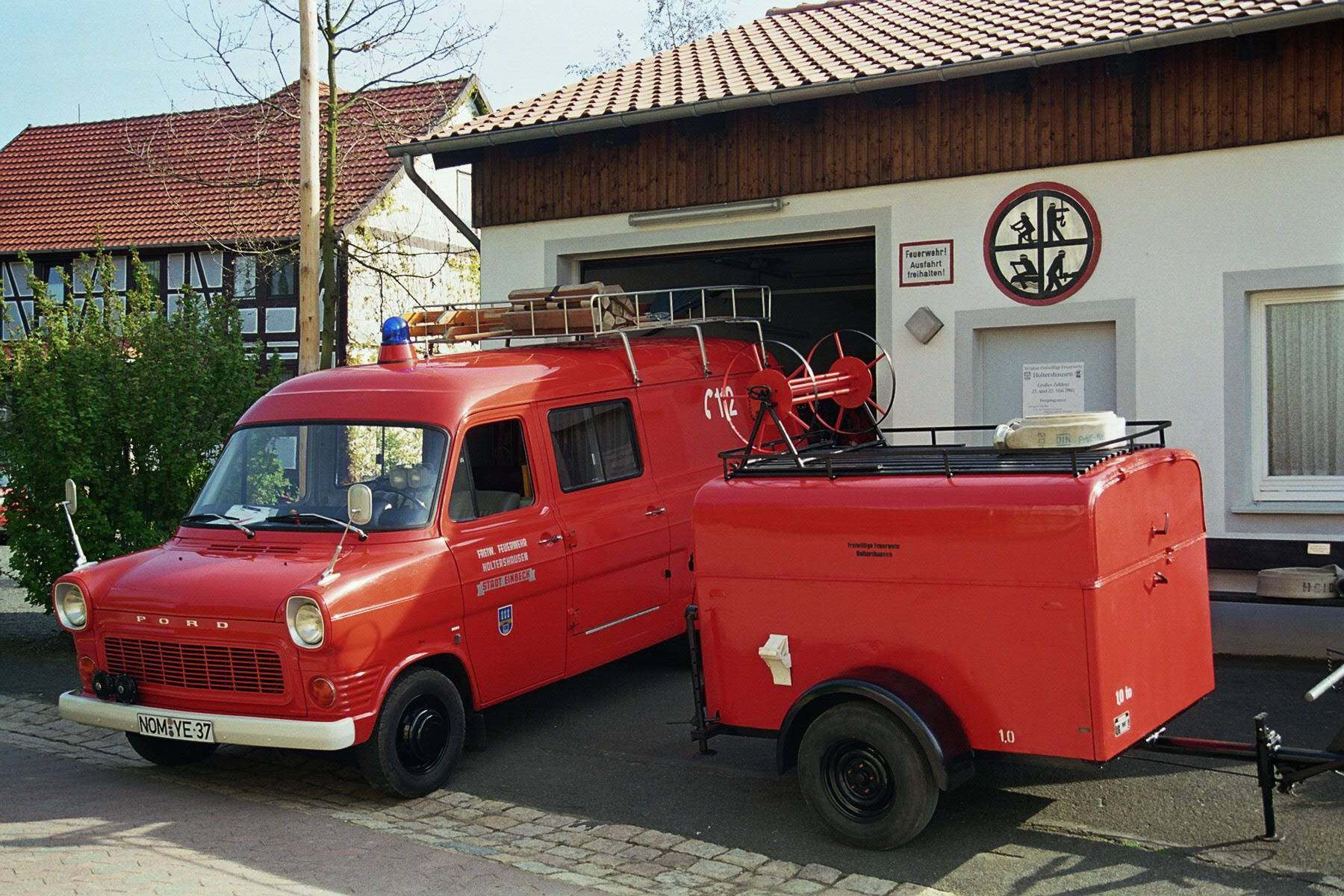
Tragkraftspritzenfahrzeug (älteres Modell) und -anhänger der Ortsfeuerwehr Holtershausen

Das Tragkraftspritzenfahrzeug (kurz: TSF) ist ein Feuerwehrfahrzeugtyp bei den deutschen Feuerwehren, der in zwei Bauformen genormt ist. Ihren Namen erhielten diese Fahrzeuge durch ihre entnehmbare Feuerlöschkreiselpumpe (Tragkraftspritze) zur Brandbekämpfung. Es verfügt über eine ähnliche feuerwehrtechnische Beladung wie das ehemalige Löschgruppenfahrzeug 8, ist jedoch im Gegensatz zu diesem nur mit einer Staffel besetzt. Gerade bei vielen kleineren Freiwilligen Feuerwehren ist das Tragkraftspritzenfahrzeug noch sehr weit verbreitet und wird auch neu beschafft, mitunter wird es durch Löschgruppenfahrzeuge, ein Mittleres Löschfahrzeug oder das Kleinlöschfahrzeug ersetzt.

## Aufgabenbereiche
Ein Tragkraftspritzenfahrzeug ist ein Fahrzeug zur Brandbekämpfung und zur einfachen technischen Hilfeleistung. Es hat eine Besatzung von 1/5 (Staffel – 1 Staffelführer, 2 Trupps und 1 Maschinist). Die feuerwehrtechnische Beladung ist ausgelegt für eine Gruppe (insgesamt 9 Kräfte).

## Geschichte
Bereits in den 1930er Jahren wurden Tragkraftspritzenanhänger entwickelt. Diese dienten damals allerdings als ergänzende Transportmöglichkeit von Gerätschaften und wurden immer zusammen mit Einsatzfahrzeugen eingesetzt. In den 1950er Jahren erlebte der TSA dann seinen Durchbruch, als gerade ländliche Gemeinden, die bisher nur mit Handdruckspritzen ausgestattet waren, darin eine kostengünstige Möglichkeit der Modernisierung entdeckten. Da eben in dieser Zeit auch die Mechanisierung der Landwirtschaft einsetzte, standen in ländlichen Gemeinden genug Traktoren als Zugfahrzeuge für den TSA zur Verfügung.

Mitte der 1950er Jahre wurde in Westdeutschland aus dem TSA das mit vier Mann besetzte Tragkraftspritzenfahrzeug mit Truppbesatzung (TSF-Tr) entwickelt, wobei das „Tr“ für Trupp stand. Es war nicht mit einem Trupp im Feuerwehrsinn besetzt, sondern im Laderaum des Wagens war noch zusätzlich ein Sitzplatz für einen weiteren Feuerwehrmann. Dieser war nötig um die mitgeführte Tragkraftspritze zu entnehmen. Das in seiner Beladung, nach DIN 14800 Baurichtlinie Heft 10, im Wesentlichen dem TSA gleichende Fahrzeug konnte mit einem zulässigen Gesamtgewicht von 2000 kg noch weitere Ausrüstungsteile wie eine 2-teilige Steckleiter befördern. Meist war das TSF-T auf dem Transporter VW T1 aufgebaut. Ab der Mitte der 1960er Jahre wurden dann TSF mit größerem Mannschaftsraum gebaut, sodass sechs Mannschaftsmitglieder (eine Staffel im Feuerwehrsinn) transportiert werden konnten. Hierfür diente oft ein Ford Transit FK 1000 als Fahrgestell. Damit war im Grunde schon das klassische TSF gegeben, das erst in den 1990er Jahren grundlegend weiterentwickelt wurde. Um die Schlagkraft kleiner Feuerwehren zu erhöhen, die insbesondere bei kleineren Einsätzen in ländlichen Gebieten personal- und zeitaufwendig eine Wasserversorgung herstellen mussten, ließen nun TSF mit einem mindestens 500 Liter fassenden Tank entstehen. Diese TSF-W waren der Ausgangspunkt für weitere Eigenentwicklungen und Sonderbauweisen, so dass auch TSF-W ausgeliefert werden, die in ihrer Beladung nahezu einem LF 10 entsprechen.
Neben den TSF existiert in vielen stark ländlich geprägten Regionen mit geringem Einsatzaufkommen der TSA weiter. Neuere Modelle können nun auch mit Privat-Pkw gezogen werden, womit schneller Zugfahrzeuge zur Verfügung stehen und zugleich auch Personen transportiert werden können. Einige Feuerwehren nutzen auch ein Mannschaftstransportfahrzeug als Zugfahrzeug. Neubeschaffungen werden in der Regel jedoch nur noch für die Jugendfeuerwehr als Übungsfahrzeug beschafft. In Rheinland-Pfalz entwickelte sich der TSA in jüngerer Zeit auf eine eigene Art weiter. Hier sind viele Feuerwehren in ländlicheren Regionen nach wie vor ausschließlich mit dem TSA ausgestattet. Um diese zu motorisieren, wurde der GW-TS entwickelt. Mit dem TSF-L schlägt der Freistaat Bayern eine andere Richtung ein und ermöglicht verstärkt den Transport spezifischer Geräte für den konkreten Einsatz(bereich).

## Genormte Fahrzeuge

### Tragkraftspritzenfahrzeug
Das eigentliche Tragkraftspritzenfahrzeug (kurz: TSF) ist in der DIN 14530-16 genormt. Es verfügt über keinen eigenen Löschwassertank. Somit muss von der Mannschaft an der Einsatzstelle immer zuerst eine Löschwasserversorgung hergestellt werden. Das Fahrzeug ist mit sechs Einsatzkräften, also einer Staffel, besetzt. Als Feuerlöschkreiselpumpe dient eine Tragkraftspritze mit 800 Litern Fördermenge pro Minute bei 8 bar Ausgangsdruck, bei neueren Fahrzeugen beträgt die Förderleistung 1000 Liter pro Minute bei 10 bar Ausgangsdruck. Ein TSF führt mindestens acht B-Druckschläuche à 20 Meter und grundsätzlich neun C-Druckschläuche nach C 42-15-KL 1-K mit. Es führt jedoch eine Ausrüstung zur Brandbekämpfung für eine Gruppe mit. Diese umfasst unter anderem auch Atemschutzgeräte und eine vierteilige Steckleiter (früher war nur eine zweiteilige Steckleiter Pflicht). Es hat seit dem Jahr 2018 eine zulässige Gesamtmasse von 4,75 Tonnen (vorher 4 Tonnen). Häufig wird das TSF aber nach wie vor auf Fahrgestellen mit einer Gesamtmasse von 3,5 Tonnen aufgebaut, damit es auch von Fahrern mit Fahrerlaubnisklasse B gefahren werden darf. Aufgrund der großen Leermasse moderner Fahrgestelle bleibt in diesem Fall jedoch keine Gewichtsreserve für eine Zusatzbeladung.

### Tragkraftspritzenfahrzeug mit Wasser
Das Tragkraftspritzenfahrzeug mit Wasser (kurz: TSF-W) ist eine Weiterentwicklung des TSF und in der DIN 14530-17 genormt. Zusätzlich zu seinem Vorgänger besitzt es nun auch einen eigenen Löschwassertank mit einem Inhalt von mindestens 500 Litern, der über einen Schlauch an die Tragkraftspritze angeschlossen ist. Das Fahrzeug verfügt außerdem über eine Schnellangriffseinrichtung oder eine so genannte „Vorrichtung zur schnellen Wasserabgabe“, das heißt ein zusammengekuppelter, in Buchten gelegter C-Schlauch und zehn B-Druckschläuchen à 20 Meter. Dieses Fahrzeug ist in der Regel in Kofferbauweise mit fünf Geräteräumen ausgeführt und hat eine zulässige Gesamtmasse von 7,5 Tonnen. Das TSF-W verfügt über eine feuerwehrtechnische Standardbeladung für eine Löschgruppe und eine Zusatzbeladung, deren Zusammensetzung entsprechend der Massereserve vereinbart werden kann, diese kann zum Beispiel die Zusatzmodule „Motorsäge“, „Strom“, „Beleuchtung“ oder „Schaum“ enthalten. Nach DIN-Norm verfügt ein TSF-W über keinen Rettungssatz. Davon abweichend kann auf einem TSF-W ein Rettungssatz im Rahmen einer Zusatzbeladung nach örtlichen Belangen verlastet worden sein. Weiterhin ist auch ein Mittleres Löschfahrzeug genormt, das die Lücke zwischen TSF-W und dem Löschgruppenfahrzeug 10 schließen soll.

## Länderspezifische Varianten

### Tragkraftspritzenfahrzeug mit Geräteausrüstung
Das Tragkraftspritzenfahrzeug mit Geräteausrüstung (kurz TSF-GW) ist kein nach DIN genormtes Einsatzfahrzeug, sondern wurde 1968 nach einer Baurichtlinie des Landes Schleswig-Holstein beschafft. Es war ein sonstiges Löschfahrzeug mit einer feuerwehrtechnischen Beladung für eine Gruppe, einer Tragkraftspritze, welches jedoch im Gegensatz zum TSF noch mit einer Zusatzbeladung für technische Hilfeleistung sowie Ausrüstung nach örtlichen Gegebenheiten ausgestattet war. Das Fahrzeug war mit einer Staffel (d. h. 6 Mann) besetzt und bildete eine selbstständige taktische Einheit. Es diente vornehmlich zur Brandbekämpfung und zur Durchführung von technischen Hilfeleistungen kleineren Umfangs. Durch die Typenreduzierung war die Notwendigkeit für eine solche Baurichtlinie nicht mehr gegeben und somit wurde sie kurz vor den Jahrtausendwende zurückgezogen.

### Tragkraftspritzenfahrzeug-Logistik
Das Tragkraftspritzenfahrzeug-Logistik (kurz TSF-L) ist ebenfalls als Typ nicht DIN genormt. Es besteht aber seit 2015 eine Technische Baurichtlinie des Innenministeriums für das Land Bayern. Es definiert ein Löschfahrzeug, welches stark an ein Tragkraftspritzenfahrzeug nach DIN (siehe oben) angelehnt ist, aber zudem über eine variable Logistikkomponente (Ladefläche für mindestens 2 Europaletten, Rollcontainer oder dergleichen etc.) verfügt. Auch dieses Fahrzeug verfügt über eine Staffelbesatzung. Faktisch eröffnet die Baurichtlinie die Möglichkeit eines Zwischenschritts bzw. Mittelwegs zwischen TSF und GW-L1.

## Alternativen
Zum Tragkraftspritzenfahrzeug gibt es verschiedene, meist kostengünstigere Alternativen, von denen die verbreitetsten hier vorgestellt werden sollen. Dabei handelt es sich jedoch um keine Tragkraftspritzenfahrzeuge im eigentlichen Sinne:

### Tragkraftspritzenanhänger
Der Tragkraftspritzenanhänger (kurz: TSA) ist ein in der DIN 14 520 genormter einachsiger, geschlossener Feuerwehranhänger. Seine Beladung ist an die eines TSF angelehnt, womit auch er vor allem zur Brandbekämpfung und Wasserförderung eingesetzt werden kann. Anders als das TSF oder TSF-W ist er jedoch nicht mit Atemschutzgeräten ausgestattet und kann somit nicht im Innenangriff oder zur Menschenrettung in verqualmten Gebäuden verwendet werden. Er hat eine zulässige Gesamtmasse von einer Tonne. Heute wird der TSA immer seltener, da oft geeignete Zugfahrzeuge fehlen und er nicht für einen Einsatz mit Innenangriff ausgestattet ist. Bei Jugendfeuerwehren ist er aber immer noch sehr beliebt.

### Gerätewagen Tragkraftspritze
Der Gerätewagen Tragkraftspritze (kurz: GW-TS) ist ein in der Technischen Richtlinie Nr. 12 des Landes Rheinland-Pfalz spezifiziertes Feuerwehrfahrzeug, das in den Landkreisen Trier-Saarburg und Bitburg-Prüm entwickelt wurde, wo über 50 % der Feuerwehren nach wie vor ausschließlich mit einem TSA ausgerüstet sind. Da auch dort die Landwirtschaft zunehmend niedergeht und somit immer weniger Traktoren als Zugfahrzeuge für die TSA zur Verfügung stehen, war die Ausrückebereitschaft dortiger Feuerwehren nicht mehr gewährleistet. Der GW-TS entspricht in seiner Beladung einem TSA, der um eine Sondersignalanlage, ein Funkgerät und eine vierteilige Steckleiter ergänzt wird. Wie auch der TSA verfügt der GW-TS über keine Atemschutzgeräte.
Der GW-TS bringt die Vorteile einer geringen Baugröße mit sich, was einen Umbau bestehender Feuerwehrhäuser überflüssig macht. Zugleich erreicht er deutlich höhere Geschwindigkeiten als Traktoren, ist schneller einsatzbereit und durch das Funkgerät an den BOS-Funk angeschlossen. Wesentliche Nachteile des GW-TS sind das Fehlen von Atemschutzgeräten, der geringe einsatztaktische Wert im Vergleich zum TSF und die Besatzung von zwei Personen, die kein selbstständiges Operieren bei Einsätzen erlaubt. Das Fahrzeug entspricht im Wesentlichen dem früher genormten Tragkraftspritzenfahrzeug mit Truppbesatzung (TSF-Tr).
Seit Anfang 2022 gibt es für Bayern auch eine technische Baubeschreibung für einen GW-TS. Im Gegensatz zu dem obengenannten, muss dieser auf einem Allradfahrgestell (Transporter mit Pritsche oder Pickup) aufgebaut werden. Mindestbesatzung sind 4 Personen. Die Förderung ist vorerst auf 50 Fahrzeuge pro Jahr begrenzt und wird nur für Feuerwehren gestattet, die bisher ausschließlich über einen TSA verfügen.

## Philatelistisches
Mit dem Erstausgabetag 6. August 2020 gab die Deutsche Post AG in der Serie Für die Jugend – Historische Feuerwehrfahrzeuge ein Postwertzeichen im Nennwert von 80 plus 60 Cent mit einem Abbild des TSF VW heraus. Der Entwurf stammt von Grafiker Thomas Meyer aus Berlin.

## Galerie

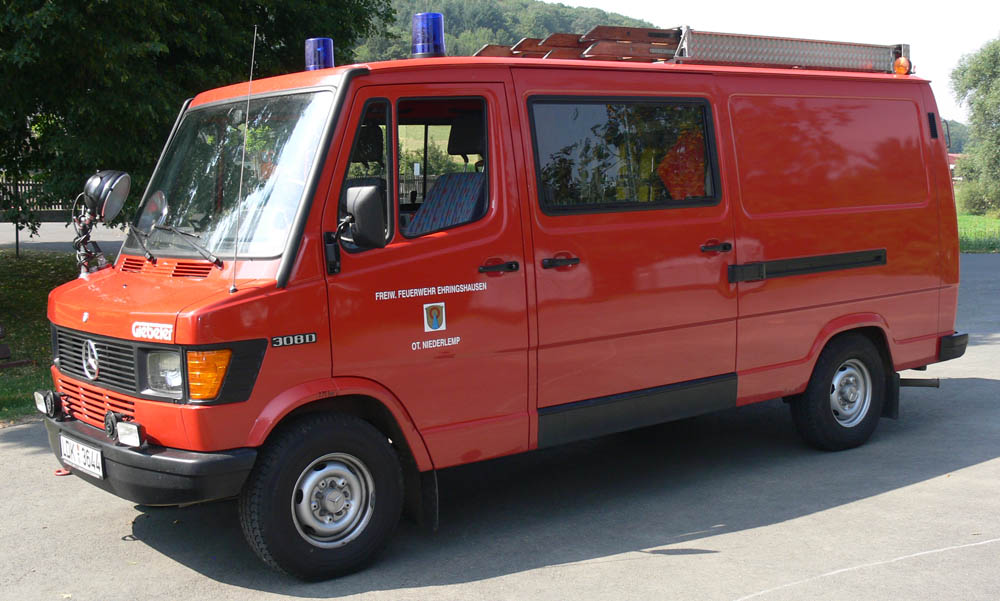
Tragkraftspritzenfahrzeug (TSF) – Baujahr 1994
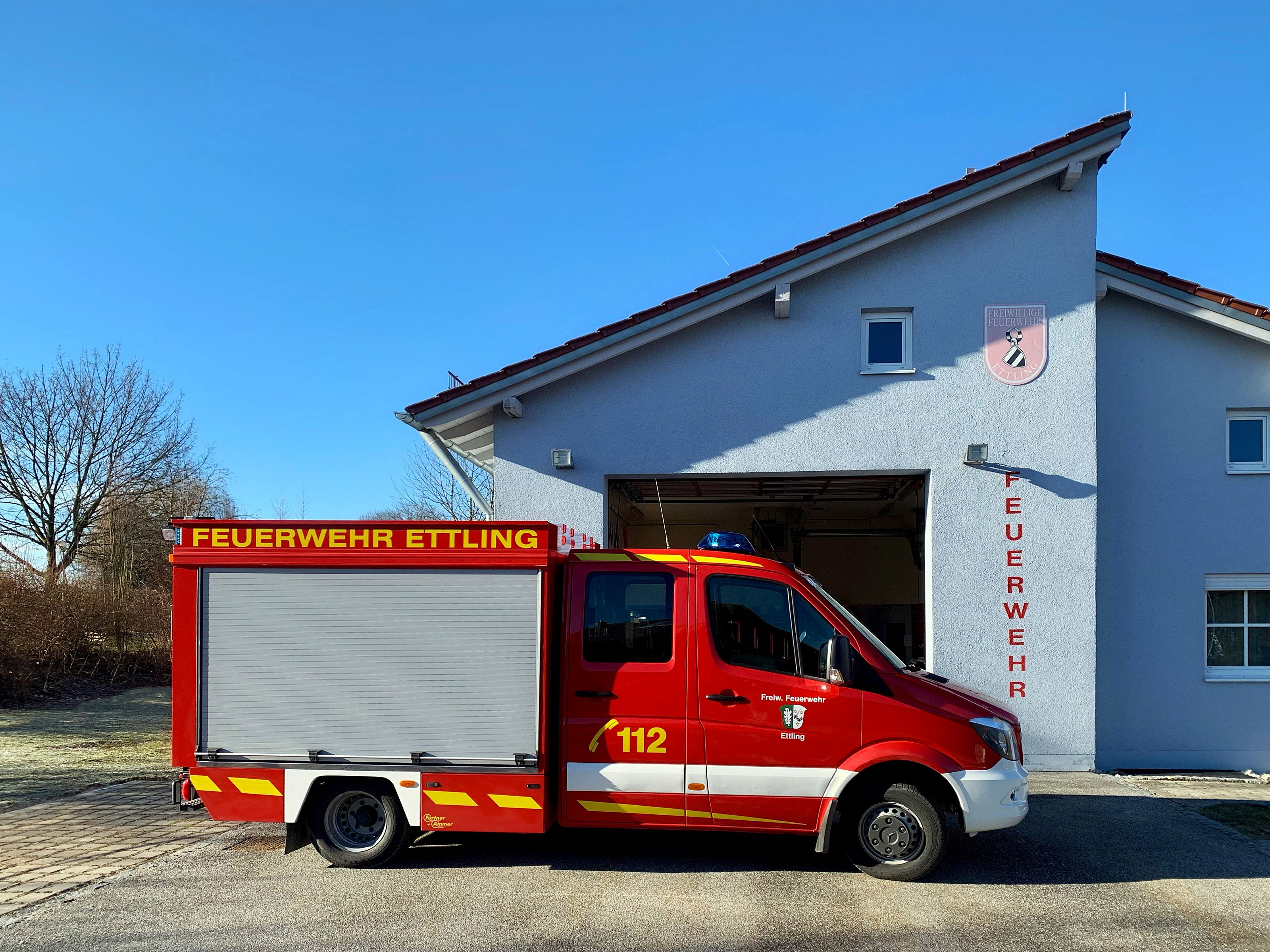
Neueres Tragkraftspritzenfahrzeug (TSF)
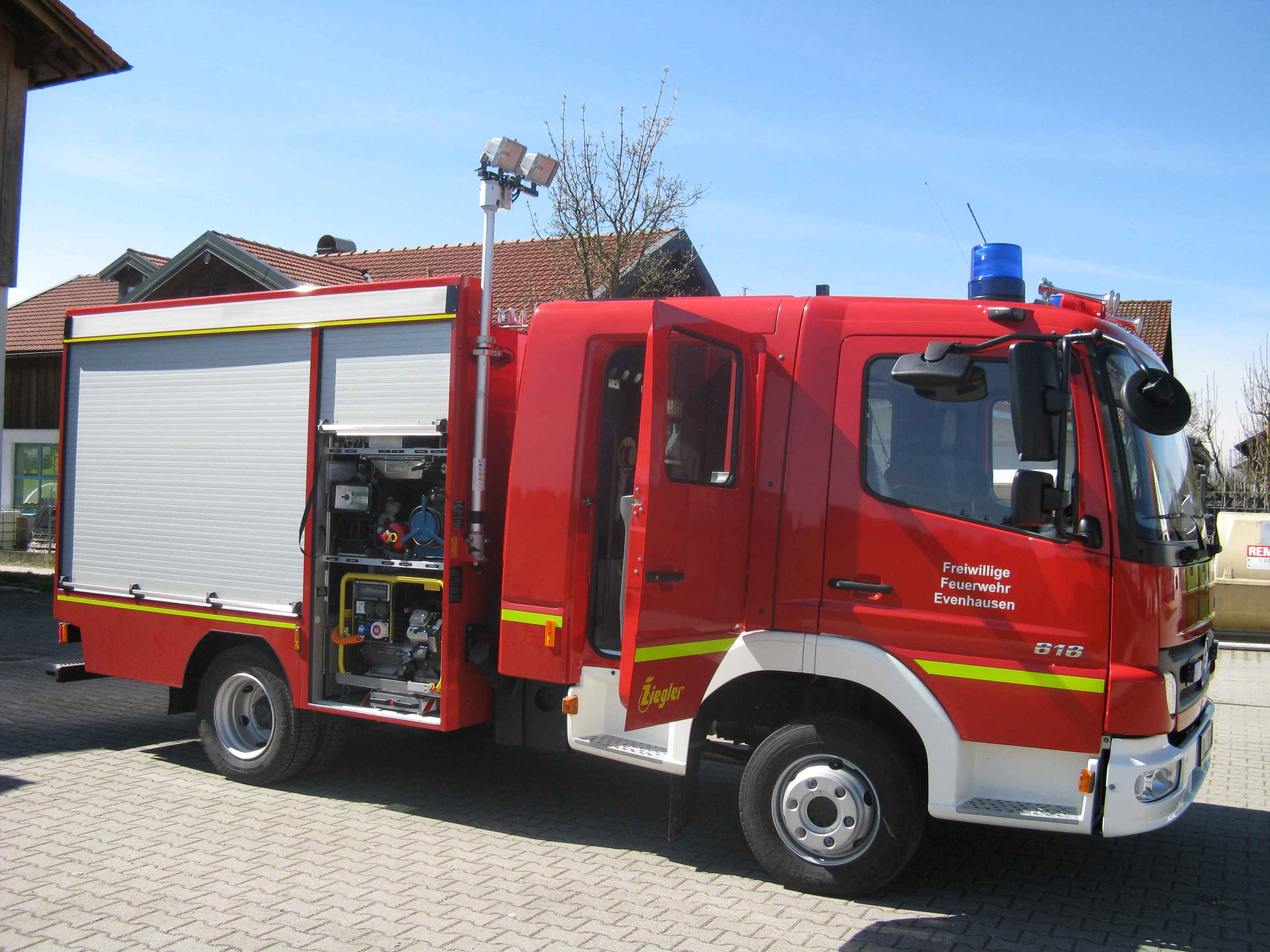
Tragkraftspritzenfahrzeug mit Wasser (TSF-W)
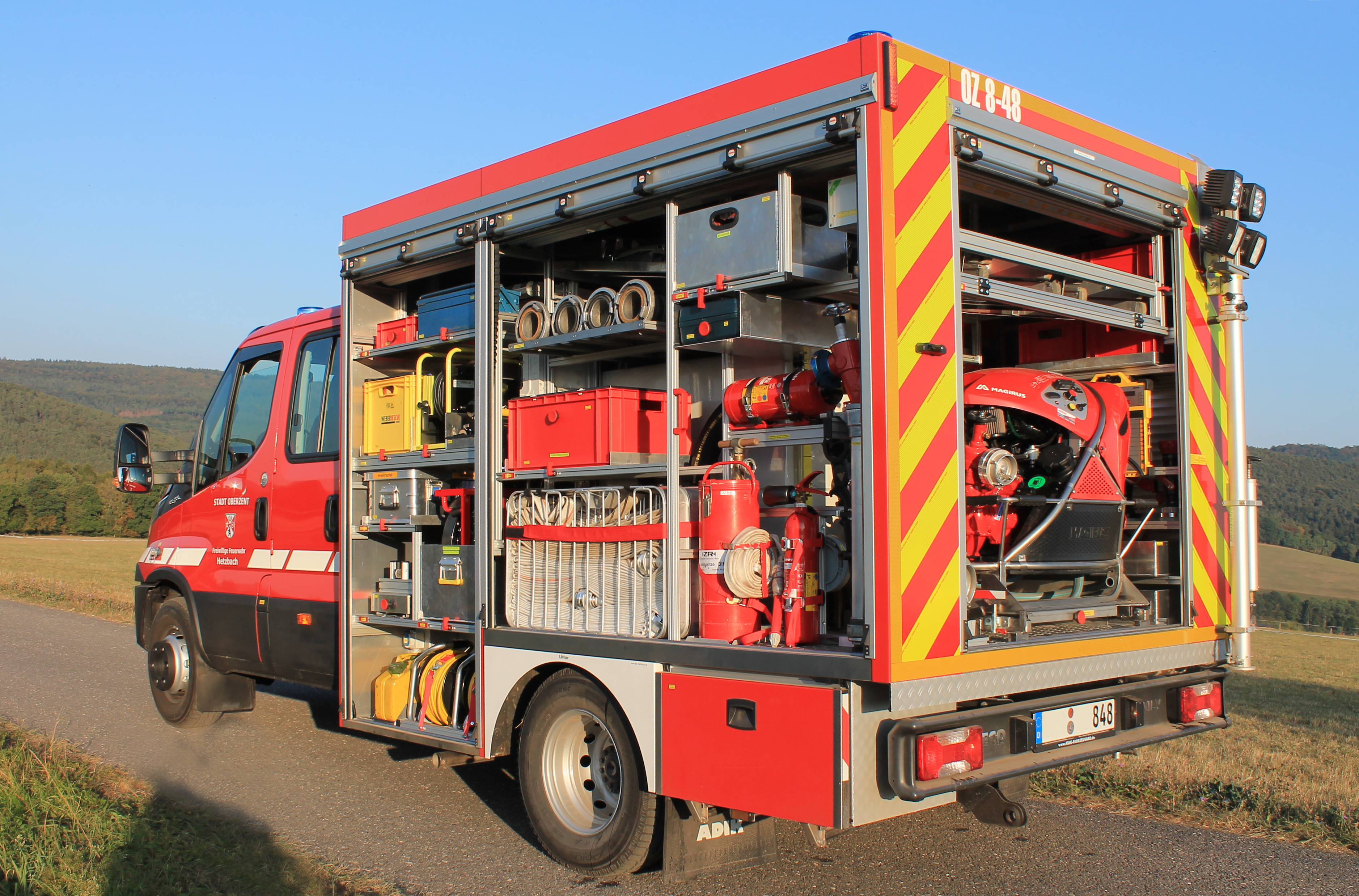
TSF-W – Hier mit geöffnetem Geräteraum, die PFPN ist am Heck gut erkennbar.